# Liste der vom NS-Regime vertriebenen Wissenschaftler der Technischen Hochschule Aachen
Die Liste der vom NS-Regime vertriebenen Wissenschaftler der Technischen Hochschule Aachen umfasst ohne Anspruch auf Vollständigkeit, soweit bekannt, Wissenschaftler der Technischen Hochschule Aachen, die vom NS-Regime abgesetzt oder entfernt, verhaftet, zur Emigration gezwungen, in den Suizid getrieben oder ermordet wurden. Die Erstfassung dieser Liste beruht auf den Angaben in Maximilian Scheers Buch Das deutsche Volk klagt an, welches 1936 im Pariser Exil entstand.

## Zitat
„Die Hitlerregierung hat nach ihrem Machtantritt nicht nur die jüdischen Gelehrten von den deutschen Universitäten und Hochschulen verjagt. Sie hat die Pazifisten abgesetzt oder verhaftet, die Sozialdemokraten entfernt oder eingesperrt, sie hat alle freiheitlich Denkenden von den deutschen Lehrstühlen vertrieben. Die berühmtesten Forscher und Denker mussten den dröhnenden Militärstiefeln der Garden Hitlers weichen.“

## Denunziationen
Im Frühjahr 1933 begannen auch an der Technischen Hochschule Aachen die Denunziationsmaßnahmen der Studentenschaft. Hierbei ließen der Allgemeine Studentenausschuss (ASTA) und die Studentenführer dem hierfür extra eingesetzten Denunziationsausschuss bestehend aus Hermann Bonin, Hubert Hoff, Felix Rötscher, Adolf Wallichs, und Robert Hans Wentzel darüber Mitteilungen zukommen, welche der Dozenten und Professoren sogenannt „nicht-arischer“ Abstammung gewesen sein sollten bzw. vermeintlich oder tatsächlich eine unerwünschte politische Einstellung hatten. Diesen sollte nun gemäß dem Gesetz zur Wiederherstellung des Berufsbeamtentums Lehrstuhl und Lehrbefugnis entzogen werden. In allen Fällen wurde den Forderungen des Denunziationsausschusses nachgekommen und die ehrenwerten Herren entweder in die Pension oder in die Emigration vertrieben.
Der Mathematiker Otto Blumenthal wurde im November 1944 im Ghetto Theresienstadt ums Leben gebracht.

## Namensliste
| Technische Hochschule Aachen |                                |                                    |                                                        |
| Name                         | Fach                           | geboren                            | weiterer Lebensweg                                     |
| Otto Blumenthal              | Mathematik                     | 20. Juli 1876 in Frankfurt am Main | Ermordet am 13. November 1944 im Ghetto Theresienstadt |
| Walter Fuchs                 | Chemie                         | 8. Juni 1891 in Wien               | Emigration in die USA                                  |
| Arthur Guttmann              | Chemie                         | 14. April 1881 in Breslau          | Emigration nach England                                |
| Ludwig Hopf                  | Mathematik und Mechanik        | 23. Oktober 1884 in Nürnberg       | Emigration nach England und Irland                     |
| Theodore von Kármán          | Physik und Luftfahrttechnik    | 11. Mai 1881 in Budapest           | Emigration in die USA                                  |
| Paul Ernst Levy              | Chemie                         | 4. Juli 1875 in Aachen             | Emigration nach Belgien                                |
| Karl Walter Mautner          | Bauingenieurwesen              | 2. Mai 1881 in Enns                | Emigration nach England                                |
| Alfred Meusel                | Volkswirtschaft und Soziologie | 19. Mai 1896 in Kiel               | Emigration nach Dänemark, später nach England          |
| Leopold Karl Pick            | Maschinenbau                   | 6. November 1875 in Böhmen         | Verstorben am 15. November 1938 in Aachen              |
| Rudolf Ruer                  | Chemie                         | 30. September 1865 in Ramsbeck     | Verstorben am 1. August 1938 in Aachen                 |
| Hermann Salmang              | Chemie                         | 18. März 1890 in Aachen            | Emigration in die Niederlande                          |
| Ludwig Strauss               | Literaturwissenschaft          | 28. Oktober 1892 in Aachen         | Emigration nach Palästina                              |

Quellen für Entlassungen und Vertreibungen:

## Gedenken

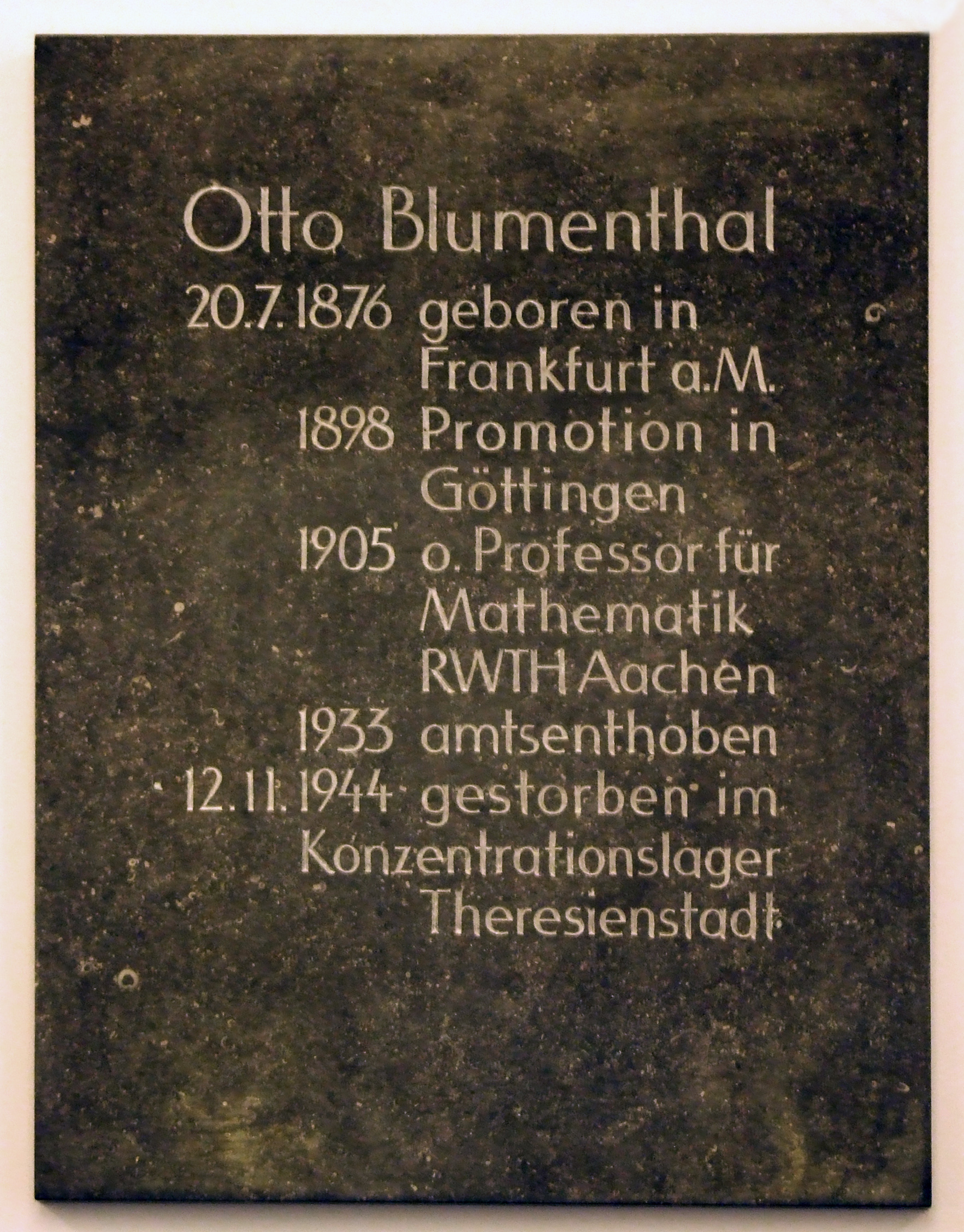
Gedenktafel für Otto Blumenthal im Hauptgebäude der RWTH Aachen
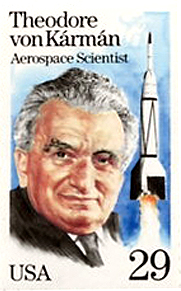
Briefmarke für Theodore von Kármán, USA 1991
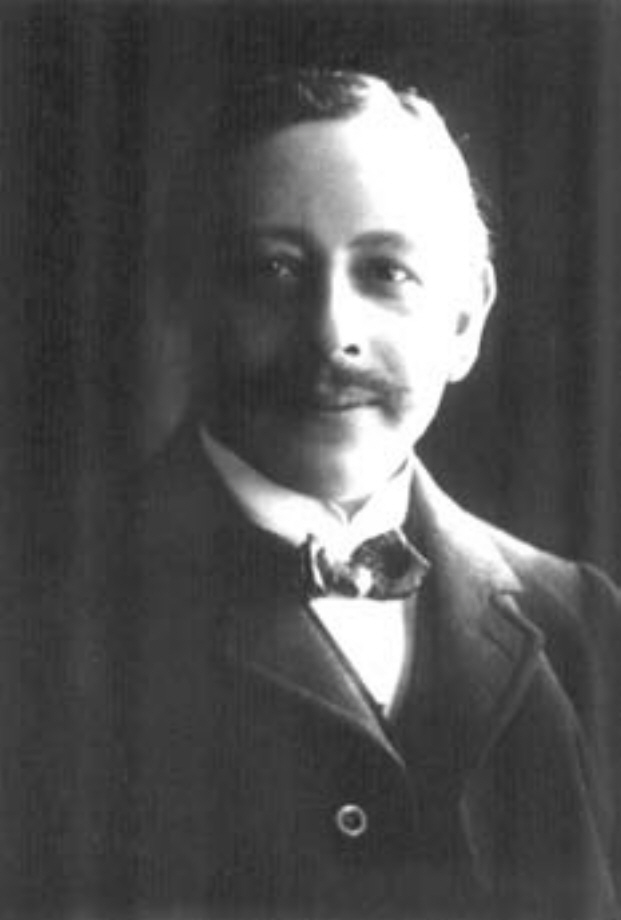
Rudolf Ruer um 1905